# 신호전달

포유류의 주요 신호전달 경로를 단순화하여 나타낸 모식도

신호전달(信號傳達, 영어: signal transduction)은 화학적 또는 물리적 신호가 일련의 분자적 사건으로 세포를 통해 전달되는 과정이다. 가장 일반적인 과정인 단백질 인산화는 단백질 키네이스에 의해 촉매되어 궁극적으로 세포 반응을 초래한다. 자극을 감지하는 역할을 하는 단백질을 일반적으로 수용체라고 부르지만, 어떤 경우에는 센서라는 용어도 사용된다. 수용체에서 리간드 결합(또는 신호감지(signal sensing))에 의해 유발된 변화는 신호전달 경로로 알려진 생화학적 사건의 사슬인 생화학적 캐스케이드를 발생시킨다.
신호전달 경로가 서로 상호작용할 때 네트워크를 형성하여 종종 조합적인 신호전달 사건을 통해 세포 반응을 조정할 수 있다. 분자 수준에서 이러한 반응으로는 유전자의 전사 또는 번역의 변화, 단백질의 번역 후 변형 및 입체구조적 변화, 위치 변화가 있다. 이러한 분자적 사건은 세포 생장, 증식, 물질대사 및 기타 여러 과정을 조절하는 기본적인 메커니즘이다. 다세포 생물에서 신호전달 경로는 다양한 방식으로 세포 커뮤니케이션을 조절한다.
신호전달 경로의 각 구성 요소(또는 노드)는 초기 자극과 관련하여 수행하는 역할에 따라 분류된다. 리간드는 1차 전달자라고 불리며, 수용체는 신호 전달기로 1차 효과기를 활성화한다. 이러한 효과기는 일반적으로 단백질이며 종종 2차 전달자와 연결되어 2차 효과기(secondary effector)를 활성화할 수 있다. 노드의 효율성에 따라 신호가 증폭될 수 있으므로(신호 이득이라고 알려진 개념) 하나의 신호전달 분자가 수억 개의 분자와 관련된 반응을 생성할 수 있다. 다른 신호와 마찬가지로 생물학적 신호의 변환은 무시할 수 있는 것부터 병리적인 것까지 다양한 지연, 노이즈, 신호 피드백, 피드포워드 및 간섭을 특징으로 한다. 전산생물학의 출현으로 신호전달 경로와 네트워크의 분석은 획득된 약물 저항에 대한 반응의 기본이 되는 신호전달 재배선 메커니즘(rewiring mechanism)을 포함하여 세포 기능과 질병을 이해하는 데 필수적인 도구가 되었다.

## 자극

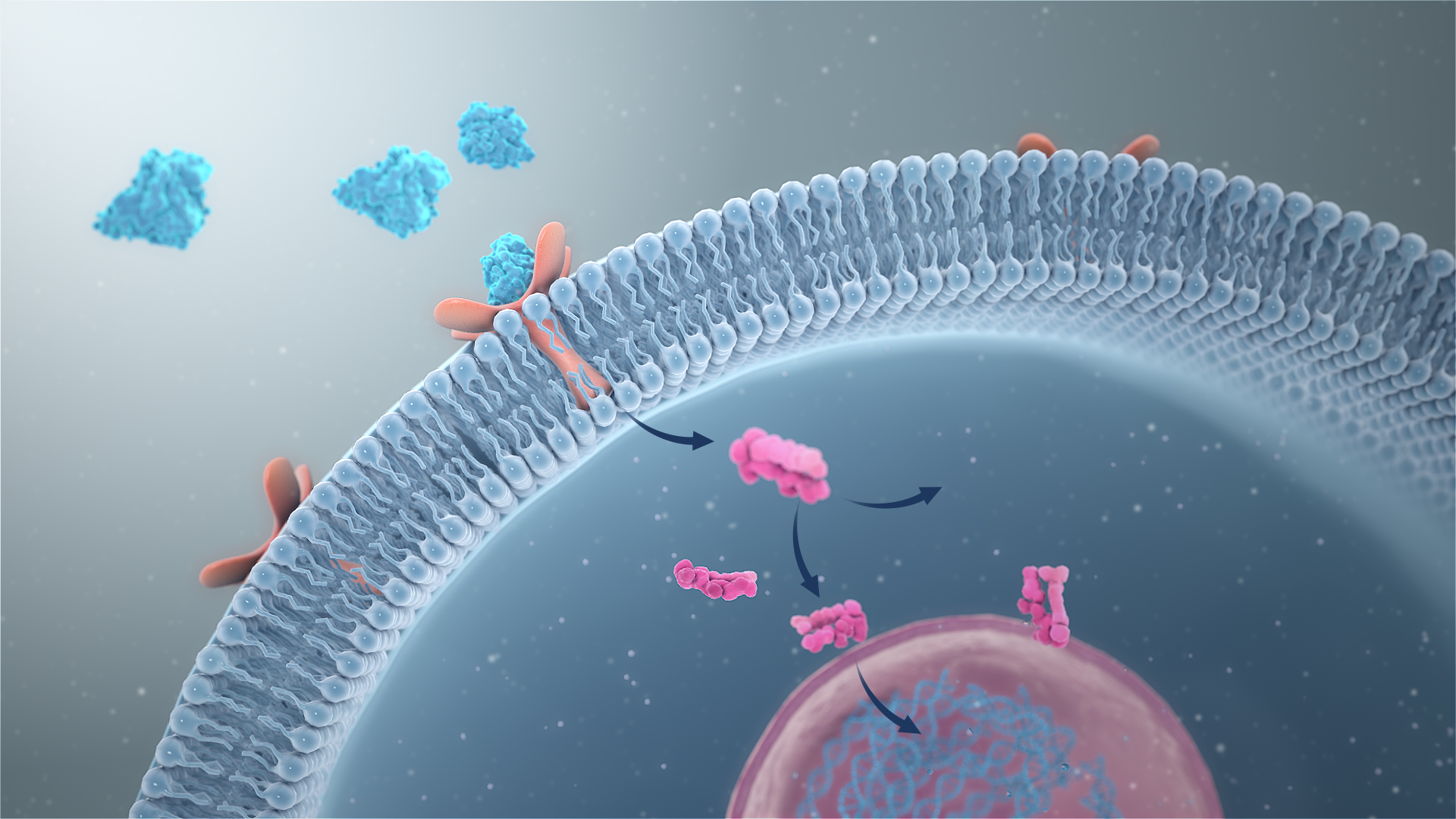
3D 이미지는 신호전달 과정을 나타내고 있다.

신호전달의 기본은 특정 자극을 생화학적 신호로 변환하는 것이다. 이러한 자극의 성격은 상피 성장인자(EGF)의 존재와 같은 세포외 단서부터 복제성 텔로미어의 마모로 인한 DNA 손상과 같은 세포내 사건에 이르기까지 매우 다양할 수 있다. 전통적으로 중추신경계에 도달하는 신호는 감각으로 분류된다. 이들은 시냅스 전달이라는 과정을 통해 뉴런에서 뉴런으로 전달된다. 다세포 생물에는 배아 발생을 관장하는 것과 같은 많은 다른 세포간 신호전달 메커니즘이 존재한다.

### 리간드
대부분의 신호전달 경로는 리간드로 알려진 신호전달 분자가 세포 내부에서 사건을 유발하는 수용체에 결합하는 것을 포함한다. 신호전달 분자가 수용체와 결합하면 수용체 활성화(receptor activation)라고 알려진 수용체의 입체구조의 변화가 일어난다. 대부분의 리간드는 세포 표면 수용체에 결합하는 세포 바깥의 가용성 분자이다. 이러한 리간드에는 성장인자, 사이토카인, 신경전달물질이 포함된다. 피브로넥틴 및 히알루로난과 같은 세포외 기질의 성분도 이러한 수용체(각각 인테그린 및 CD44)에 결합할 수 있다. 또한 스테로이드 호르몬과 같은 일부 분자는 지용성이므로 원형질막을 통과하여 세포질 수용체 또는 핵 수용체에 도달한다. 스테로이드 호르몬 수용체의 경우, 자극으로 인해 스테로이드 반응 유전자의 프로모터 영역에 결합한다.
신호전달 분자의 모든 분류가 각 부류 구성원의 분자적 특성을 고려하는 것은 아니다. 예를 들어, 냄새 물질은 도파민과 같은 작은 분자로부터 엔돌핀과 같은 신경펩타이드에이르기까지 크기가 다양한 신경전달물질과 마찬가지로 광범위한 분자 부류에 속한다. 또한 일부 분자는 두 가지 이상의 부류에 속할 수 있는데, 예를 들어, 에피네프린은 중추신경계에서 분비되는 신경전달물질이면서 부신속질에서 분비되는 호르몬이다.
HER2와 같은 일부 수용체는 과발현되거나 돌연변이가 발생하는 경우 리간드 비의존적 활성화(ligand-independent activation)가 가능하다. 이는 보상 메커니즘에 의해 뒤집힐 수도 있고 뒤집히지 않을 수도 있는 경로의 구성적 활성화로 이어진다. 다른 상피 성장인자 수용체(EGFR)의 이량체화 파트너 역할을 하는 HER2의 경우 구성적 활성화가 과다 증식 및 암을 유발한다.

### 기계적 힘
진정후생동물의 조직에 기저막이 널리 퍼져 있다는 것은 대부분의 세포 유형이 생존하려면 세포 접착이 필요하다는 것을 의미한다. 이러한 요구 사항으로 인해 복잡한 기계적 변환 경로가 개발되어 세포가 기층의 강성을 감지할 수 있게 되었다. 이러한 신호전달은 인테그린에 결합된 액틴 세포골격이 변화를 감지하고 이를 YAP1을 통해 하류로 전달하는 영역인 국소 접착에서 주로 조정된다. 카드헤린 및 셀렉틴과 같은 칼슘 의존성 세포 접착 분자도 기계적 변환을 매개할 수 있다. 신경계 내의 특수한 형태의 기계적 변환은 청각, 촉각, 고유 감각 및 균형 감각 등의 기계적 감각을 담당한다.

### 삼투압
삼투압(세포질과 세포외 배지 사이의 삼투압 농도의 차이)의 세포 및 전신 조절은 항상성에 매우 중요하다. 세포가 삼투성 자극을 감지할 수 있는 3가지 방법은 거대분자 군집의 변화, 이온 강도, 원형질막 또는 세포골격의 특성 변화(후자는 기계적 변환의 한 형태)이다. 이러한 변화는 삼투 센서 또는 삼투 수용체로 알려진 단백질에 의해 감지된다. 사람에서 가장 특징적인 삼투 센서는 사람 세포의 일차 섬모에 존재하는 일시적 수용체 전위 통로이다. 효모에서는 HOG 경로가 광범위하게 특성화되었다.

### 온도
세포의 온도 감지는 열감각으로 알려져 있으며, 주로 일시적 수용체 전위 통로에 의해 매개된다. 또한 동물 세포에는 고온으로 인한 세포 손상, 즉 열충격 반응을 방지하는 보존된 메커니즘이 포함되어 있다. 이러한 반응은 고온으로 인해 열충격 단백질인 Hsp40/Hsp70 및 Hsp90과의 복합체에서 비활성 HSF1이 분리될 때 촉발된다. 비번역 RNA(ncRNA)인 hsr1의 도움으로 HSF1은 삼량체화되어 활성화되고 표적 유전자의 발현을 상향 조절한다. 원핵생물과 진핵생물 모두에는 다른 많은 열감각 메커니즘이 존재한다.

### 빛
포유류에서 빛은 눈의 망막에 있는 광수용체 세포의 빛에 민감한 단백질을 활성화하여 시각과 생체 시계를 제어한다. 시각의 경우 간상세포와 원추세포에 있는 로돕신에 의해 빛이 감지된다. 생체 시계의 경우 다른 광색소인 멜라놉신이 본질적 감광성 망막 신경절 세포에서 빛을 감지하는 역할을 한다.

## 수용체
수용체는 크게 세포내 수용체와 세포외 수용체의 두 가지 주요 부류로 나눌 수 있다.

### 세포외 수용체
세포외 수용체는 내재성 막 단백질이며 대부분의 수용체를 구성한다. 이들은 세포의 원형질막에 걸쳐 있으며 수용체의 한 부분은 세포 외부에 있고 다른 부분은 세포 내부에 있다. 신호전달은 리간드가 수용체의 외부 영역에 결합한 결과(리간드는 막을 통과하지 않음)로 일어난다. 리간드-수용체 결합은 때때로 "수용체 활성화(receptor activation)"라고 불리는 과정인 수용체 내부의 입체구조적 변화를 유도한다. 이로 인해 수용체의 효소 도메인이 활성화되거나 세포 내에서 다른 세포 내 신호전달 단백질에 대한 결합 부위가 노출되어 결국 신호가 세포질을 통해 전파된다.
진핵세포에서 리간드/수용체 상호작용에 의해 활성화된 대부분의 세포내 단백질은 효소 활성을 가지고 있으며, 예로는 티로신 키네이스와 인산가수분해효소가 있다. 종종 이러한 효소는 수용체에 공유결합으로 결합된다. 이들 중 일부는 cAMP 및 IP3와 같은 2차 전달자를 생성하며, IP3는 세포 내에 저장된 칼슘이 세포질로 방출되는 것을 조절한다. 다른 활성화된 단백질은 신호전달 단백질 상호작용과 특정 자극에 반응하는 데 필요한 신호전달 복합체의 조정을 촉진하는 어댑터 단백질과 상호작용한다. 효소와 어댑터 단백질은 모두 다양한 2차 전달자 분자에 반응한다.
신호전달의 일부로 활성화된 많은 어댑터 단백질과 효소는 특정 2차 전달자 분자에 결합하는 특별한 단백질 도메인을 가지고 있다. 예를 들어, 칼슘 이온은 칼모둘린의 EF 핸드 도메인에 결합하여 Ca2+/칼모둘린 의존성 단백질 키네이스와 결합하고 활성화할 수 있다. PIP3 및 다른 포스포이노시타이드는 단백질 키네이스 B(Akt)와 같은 단백질의 플렉스트린 상동성 도메인에 대해 동일한 작업을 수행한다.

#### G 단백질 연결 수용체
G 단백질 연결 수용체(GPCR)는 7개의 막횡단 도메인을 가지고 있으며 이종삼합체 G 단백질에 연결된 내재성 막관통 단백질 패밀리이다. 거의 800가지의 구성원으로 이루어진 G 단백질 연결 수용체는 포유류의 막 단백질 및 수용체 중 가장 규모가 큰 패밀리이다. 모든 동물 종을 합하면 G 단백질 연결 수용체는 5,000가지가 넘는다. 포유류의 G 단백질 연결 수용체는 5가지 주요 패밀리(로돕신 유사 수용체, 세크레틴 수용체 패밀리, 대사성 글루탐산 수용체, 접착 G 단백질 연결 수용체, 프리즐드/스무든드)로 분류된다. 몇몇 G 단백질 연결 수용체 그룹은 낮은 서열 유사성으로 인해 분류하기가 어렵다(예: 서비골 수용체). 딕티오스텔리움(Dictyostelium)과 같은 진핵생물의 cAMP 수용체와 균류 교배 페로몬 수용체에는 다른 부류가 존재한다.
G 단백질 연결 수용체에 의한 신호전달은 수용체에 결합된 비활성 G 단백질로 시작된다. G 단백질은 Gα, Gβ, Gγ 소단위체로 구성된 이종삼량체로 존재한다. G 단백질 연결 수용체가 리간드를 인식하면 수용체의 입체구조가 변경되어 G 단백질을 활성화하고 Gα가 GTP와 결합하고 다른 두 G 단백질 소단위체로부터 분리된다. 분리는 다른 분자와 상호작용할 수 있는 소단위체의 위치를 노출시킨다. 활성화된 G 단백질 소단위체는 수용체에서 분리되어 인지질가수분해효소 및 이온 통로와 같은 많은 하류 효과기 단백질로부터 신호전달을 시작하며, 이온 통로는 2차 전달자 분자의 방출을 허용한다. G 단백질 연결 수용체에 의한 신호 증폭의 전체 강도는 리간드-수용체 복합체 및 수용체-효과기 단백질 복합체의 수명과 고유한 효소 활성을 통한(예를 들어, 단백질 키네이스의 인산화 또는 β-어레스틴 의존성 내재화를 통해) 활성화된 수용체 및 효과기의 비활성화 시간에 의해 결정된다.
케모카인 수용체 CXCR2를 암호화하는 유전자에 점 돌연변이가 삽입된 연구가 수행되었다. 돌연변이 세포는 케모카인 결합이 없음에도 불구하고 활성 입체구조의 CXCR2의 발현으로 인해 악성 형질전환을 겪었다. 이는 케모카인 수용체가 암 발병에 기여할 수 있음을 의미한다.

#### 티로신 특이적 단백질 키네이스, 세린/트레오닌 특이적 단백질 키네이스, 히스티딘 특이적 단백질 키네이스
수용체 티로신 키네이스(RTK)는 세포 내 키네이스 도메인 및 리간드와 결합하는 세포 외 도메인을 가지고 있는 막관통 단백질이다. 예로는 인슐린 수용체와 같은 성장인자 수용체가 있다. 신호전달을 수행하려면 수용체 티로신 키네이스가 원형질막에 이량체를 형성해야 한다. 이량체는 수용체에 결합하는 리간드에 의해 안정화된다. 세포질 도메인 사이의 상호작용은 수용체 티로신 키네이스의 세포 내 키네이스 도메인 내 티로신 잔기의 자가인산화를 자극하여 입체구조적 변화를 일으킨다. 이에 따라 수용체의 키네이스 도메인이 활성화되어 세포 분화 및 물질대사와 같은 다양한 세포 과정을 촉진하는 하류 세포질 분자의 인산화 신호전달 케스케이드가 시작된다. 많은 세린/트레오닌 특이적 단백질 키네이스 및 이중 특이성 단백질 키네이스는 수용체 티로신 키네이스의 하류에서 작용하거나 그 자체로 막에 내장된 상태 또는 세포에 용해된 상태로 작용하여 신호전달에 중요하다. 신호전달 과정에는 사람의 키놈에 의해 암호화되는 약 560가지의 알려진 단백질 키네이스 및 슈도키네이스가 포함된다.
G 단백질 연결 수용체의 경우와 마찬가지로 GTP와 결합하는 단백질은 활성화된 수요체 티로신 키네이스(RTK)로부터 세포로의 신호전달에 중요한 역할을 한다. 이 경우 G 단백질은 Ras, Rho, Raf 패밀리의 구성원이며 집합적으로 저분자량 G 단백질이라고 한다. 그들은 일반적으로 카복실 말단에 연결된 아이소프레닐기에 의해 막에 묶여 있는 분자적 스위치 역할을 한다. 활성화되면 그들은 신호전달에 참여하는 특정 막 하위 도메인에 단백질을 할당한다. 활성화된 수용체 티로신 키네이스는 SOS1과 같은 구아닌 뉴클레오타이드 교환인자를 활성화하는 저분자량 G 단백질을 활성화한다. 일단 활성화되면 이러한 교환인자는 더 많은 저분자량 G 단백질을 활성화하여 수용체의 초기 신호를 증폭시킬 수 있다. G 단백질 연결 수용체(GPCR)의 돌연변이와 마찬가지로 특정 수용체 티로신 키네이스(RTK) 유전자의 돌연변이는 구성적으로 활성화된 상태로 존재하는 수용체의 발현을 초래할 수 있다. 그러한 돌연변이 유전자는 종양유전자로 작용할 수 있다.
히스티딘 특이적 단백질 키네이스는 다른 단백질 키네이스와 구조적으로 구별되며 원핵생물, 균류 및 식물에서 2성분 신호전달 메커니즘의 일부로 발견된다. ATP의 인산기는 먼저 키네이스 내의 히스티딘 잔기에 첨가된 다음 다른 단백질 또는 키네이스 자체의 수용체 도메인에 있는 아스파르트산 잔기로 옮겨져 아스파르트산 잔기를 활성화시킨다.

#### 인테그린

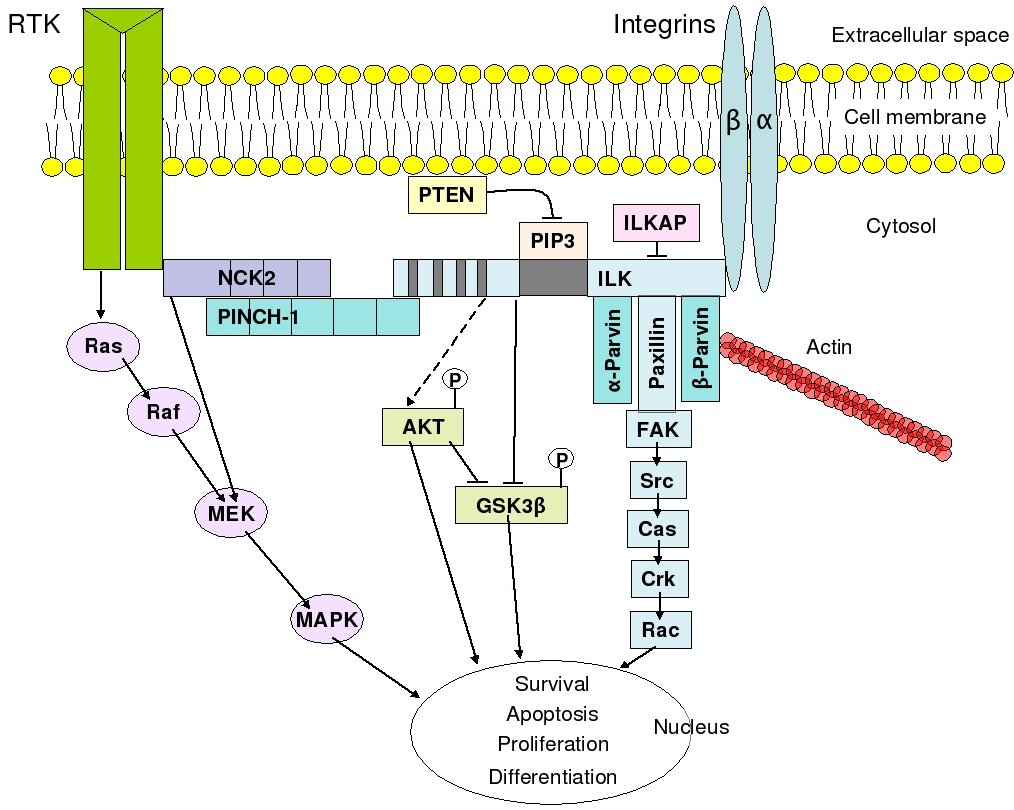
헬겐스(Hehlgens) 등이 채택한 인테그린 매개 신호전달의 개요 (2007년).

인테그린은 다양한 세포에 의해 생성된다. 인테그린은 다른 세포 및 세포외 기질에 대한 세포 부착 및 피브로넥틴 및 콜라겐과 같은 세포외 기질 성분으로부터의 신호전달에 역할을 한다. 인테그린의 세포외 도메인에 결합하는 리간드는 단백질의 입체구조를 변화시켜 세포막에 클러스터링하여 신호전달을 시작한다. 인테그린은 키네이스 활성이 부족하다. 따라서 인테그린 매개 신호전달은 다양한 세포내 단백질 키네이스 및 어댑터 분자를 통해 달성되며 주요 조정자는 인테그린 연결 키네이스이다. 인접한 그림에서 볼 수 있듯이 협동적인 인테그린-RTK 신호전달은 세포 생존, 세포사멸, 증식 및 분화의 시기를 결정한다.
순환하는 혈액 세포의 인테그린 신호전달과 상피 세포와 같은 순환하지 않는 세포 사이에는 중요한 차이점이 존재한다. 순환하는 세포의 인테그린은 일반적으로 비활성 상태이다. 예를 들어, 순환하는 백혈구의 세포막 인테그린은 상피 세포에 부착하는 것을 피하기 위해 비활성 상태로 유지된다. 이는 염증 반응 부위에서 받는 자극과 같이 자극에 반응해서만 활성화된다. 비슷한 방식으로, 순환하는 혈소판의 세포막에 있는 인테그린은 일반적으로 혈전증을 피하기 위해 비활성 상태로 유지된다. 순환하지 않는 상피 세포는 일반적으로 세포막에 활성 인테그린을 가지고 있어 정상적인 기능을 유지하기 위한 신호를 제공하는 기본 기질 세포에 대한 안정적인 접착을 유지하는 데 도움을 준다.
식물에는 현재까지 확인된 진정한 인테그린 수용체가 없다. 그럼에도 불구하고 후생동물 수용체와의 구조적 상동성을 기반으로 여러 인테그린 유사 단백질이 제안되었다. 식물에는 동물의 인테그린 연결 키네이스(ILK)와 1차 구조가 매우 유사한 인테그린 연결 키네이스가 포함되어 있다. 실험 모델 식물인 애기장대(Arabidopsis thaliana)에서 인테그린 연결 키네이스 유전자 중 하나인 ILK1은 세균성 병원체로부터의 신호 분자에 대한 식물 면역 반응과 염분 및 삼투압 스트레스에 대한 식물의 민감성에 중요한 요소인 것으로 나타났다. ILK1 단백질은 고친화성 칼륨 수송체인 HAK5 및 칼슘 센서인 CML9와 상호작용한다.

#### 톨 유사 수용체
활성화되면 톨 유사 수용체(TLR)는 신호를 전파하기 위해 세포의 세포질 내에서 어댑터 분자를 사용한다. MYD88, TIRAP, TRIF, TRAM 등 4개의 어댑터 분자가 신호전달에 관여하는 것으로 알려져 있다. 이러한 어댑터는 신호를 증폭시키는 IRAK1, IRAK4, TBK1, IKKi와 같은 다른 세포 내 분자를 활성화시켜 결국 특정 반응을 유발하는 유전자의 유도 또는 억제로 이어진다. 수천 개의 유전자가 TLR 신호에 의해 활성화되는데, 이는 이 방법이 유전자 조절을 위한 중요한 관문을 구성한다는 것을 의미한다.

#### 리간드 개폐 이온 통로
리간드 개폐 이온 통로는 리간드와 결합하면 입체구조를 변화시켜 이온 전달 신호가 통과할 수 있는 세포막의 통로를 연다. 이러한 메커니즘의 예는 신경 시냅스의 수용기 세포에서 발견된다. 이러한 통로가 열리면서 일어나는 이온의 유입은 시냅스 후 세포막을 탈분극시켜 신경을 따라 이동하는 활동 전위를 유도하여 전압 개폐 이온 통로를 열리게 한다.
리간드 개폐 이온 통로가 열리는 동안 세포 안으로 유입되는 이온의 예로는 Ca2+가 있다. 이는 신호전달 캐스케이드를 시작하고 반응하는 세포의 생리를 변경하는 2차 전달자 역할을 한다. 이는 시냅스에 관여하는 가지돌기 가시를 리모델링함으로써 시냅스 사이의 시냅스 반응을 증폭시키는 결과를 낳는다.

### 세포내 수용체
핵 수용체 및 세포질 수용체와 같은 세포내 수용체는 해당 영역 내에 국한된 가용성 단백질이다. 핵 수용체의 전형적인 리간드는 스테로이드 호르몬인 테스토스테론, 프로게스테론과 같은 비극성 호르몬과 비타민 A와 D 유도체이다. 신호전달을 시작하려면 리간드가 단순 확산을 통해 원형질막을 통과해야 한다. 리간드가 핵막을 통과하여 핵으로 들어가 수용체와 결합하면 유전자 발현을 변경한다.
활성화된 핵 수용체는 호르혼-수용체 복합체에 의해 활성화된 유전자의 프로모터 영역에 위치한 수용체 특이적 호르몬 반응요소(HRE) 서열에서 DNA에 부착된다. 이는 유전자 전사를 가능하게 하기 때문에 유전자 발현 유도자라고도 한다. 유전자 발현의 조절을 통해 작용하는 모든 호르몬은 그 작용 메커니즘에 의해 두 가지 결과를 나타낸다. 그 효과는 특징적으로 오랜 시간이 지난 후에 나타난다. 수용체에 대한 리간드의 결합을 비활성화하거나 종결시키는 대부분의 효소와 단백질의 상대적으로 느린 전환으로 인해 농도가 0으로 감소된 후에도 그 효과는 장기간 지속된다.
핵 수용체에는 아연 핑거와 리간드 결합 도메인을 포함하는 DNA 결합 도메인이 있다. 아연 핑거는 인산 골격을 잡아 DNA 결합을 안정화시킨다. 수용체와 매칭되는 DNA 서열은 일반적으로 모든 종류에서 육량체 반복이다. 서열은 유사하지만 방향과 거리가 서로 다르다. 리간드 결합 도메인은 결합하기 전에 핵 수용체의 이량체화를 다망하고 번역 기구와의 통신에 사용되는 전사활성화를 위한 구조를 제공한다.
스테로이드 호르몬 수용체는 주로 세포질 내에 위치하는 핵 수용체의 하위 부류이다. 스테로이드 호르몬 수용체는 스테로이드가 없으면 샤페론이나 열충격 단백질(HSP)을 포함하는 아포수용체(aporeceptor) 복합체와 결합한다. 열충격 단백질은 핵으로의 통과를 가능하게 하는 신호 서열이 접근 가능하도록 단백질이 접히는 것을 도와 수용체를 활성화하는 데 필요하다. 반면에 스테로이드 호르몬 수용체는 전사활성화 도메인이 숨겨져 있을 때 유전자 발현을 억제할 수 있다. 수용체 활성은 혼선이라고 불리는 과정인 또 다른 신호전달 경로의 결과로 N-말단에 있는 세린 잔기의 인산화에 의해 향상될 수 있다.
레티노산 수용체는 핵 수용체의 또 다른 하위 부류이다. 레티노산 수용체는 확산을 통해 세포로 들어가는 내분비 합성 리간드, 혈류를 통해 세포로 전달된 레티놀과 같은 전구체로부터 합성된 리간드 또는 프로스타글란딘과 같은 완전히 세포 내에서 합성된 리간드에 의해 활성화될 수 있다. 레티노산 수용체는 핵에 위치하며 열충격 단백질을 동반하지 않는다. 레티노산 수용체는 리간드가 결합하지 않을 때 특정 DNA 서열에 결합하여 유전자 발현을 억제하며 그 반대의 경우도 마찬가지이다.
면역계의 특정 세포내 수용체는 세포질 수용체이다. 최근에 확인된 NOD 유사 수용체(NLR)는 일부 진핵세포의 세포질에 존재하며 톨 유사 수용체(TLR)과 유사한 류신 풍부 반복(LRR) 모티프를 사용하여 리간드와 상호작용한다. NOD2와 같은 분자 중 일부는 NF-κB 신호전달을 활성화하는 RIP2 키네이스와 상호작용하는 반면, NALP3와 같은 다른 분자는 염증성 캐스페이스와 상호작용하고 인터루킨-1β와 같은 특정 사이토카인의 처리를 시작한다.

## 2차 전달자
1차 전달자는 세포외액에서 세포로 도달하여 특정 수용체에 결합하는 신호 분자(호르몬, 신경전달물질 및 주변분비물질/자가분비물질)이다. 2차 전달자는 세포질로 들어가 세포 내에서 작용하여 반응을 유발하는 물질이다. 본질적으로 2차 전달자는 원형질막으로부터 세포질로의 화학적 중계 역할을 하여 세포 내 신호전달을 수행한다.

### 칼슘
소포체로부터 세포질로 칼슘 이온이 방출되면 칼슘이 신호전달 단백질에 결합하여 신호전달 단백질을 활성화시킨다. 그런 다음 칼슘 이온이 매끈면 소포체와 미토콘드리아에 격리된다. 두 가지 결합된 수용체/이온 통로 단백질은 칼슘의 운반을 조절한다. 하나는 세포질 쪽에서 이노시톨 삼중인산과 상호작용하여 칼슘을 운반하는 이노시톨 삼중인산 수용체(IP3 수용체)이다. 다른 하나는 알칼로이드인 리아노딘에서 이름을 딴 리아노딘 수용체로 이는 이노시톨 삼중인산 수용체(IP3 수용체)와 유사하지만 결합 시 더 많은 칼슘을 방출하는 피드백 메커니즘을 가지고 있다. 세포질 내 칼슘의 특성은 매우 짧은 시간 동안만 수용체를 활성화시킨다는 것을 의미한다. 즉, 유리 상태의 칼슘의 농도가 매우 낮은 비활성 상태에서는 칼슘이 대부분 칼레티쿨린과 같은 세포소기관 분자에 결합되어 있음을 의미한다.
칼슘은 근육 수축, 신경 말단으로부터 신경전달물질의 방출, 세포 이동 등 다양한 과정에 사용된다. 활성화로 이어지는 세 가지 주요 경로는 G 단백질 연결 수용체(GPCR) 경로, 수용체 티로신 키네이스(RTK) 경로, 개폐 이온 통로이다. 칼슘은 직접적으로 또는 효소에 결합하여 단백질을 조절한다.

### 지질 전달자
친유성 2차 전달자 분자는 세포막에 존재하는 지질로부터 유래된다. 활성화된 수용체에 의해 자극된 효소는 지질을 변형하여 지질을 활성화한다. 예로는 다이아실글리세롤과 세라마이드가 있으며, 다이아실글리세롤은 단백질 키네이스 C의 활성화에 필요하다.

### 산화 질소
산화 질소(NO)는 원형질막을 통해 확산되어 인근 세포에 영향을 미칠 수 있는 자유 라디칼이기 때문에 2차 전달자 역할을 한다. 산화 질소는 산화 질소 생성효소에 의해 아르기닌과 산소로부터 생성되며, 활성화되면 또 다른 2차 전달자인 cGMP를 생성하는 수용성 구아닐산 고리화효소의 활성화를 통해 작용한다. 산화 질소는 또한 단백질이나 금속 보조 인자의 공유결합성 변형을 통해 작용할 수 있다. 일부는 산화환원 메커니즘을 가지고 있으며 가역적이다. 산화 질소는 고농도에서 독성이 있으며 뇌졸중 중에 손상을 일으키지만 혈관 이완, 세포사멸, 음경 발기와 같은 다른 많은 기능을 수행하기도 한다.

### 산화환원 신호전달
산화 질소 외에도 전자적으로 활성화된 다른 종들도 산화환원 신호전달이라는 과정에서 신호전달 물질이다. 예로는 초과산화물, 과산화 수소, 일산화 탄소 및 황화 수소가 있다. 산화환원 신호전달에는 유기 반도체 생물학적 거대분자 내 전저 흐름의 활성 변조도 포함된다.

## 세포 반응
유전자 활성화 및 대사 변화는 신호전달이 필요한 세포외 자극에 대한 세포 반응의 예이다. 유전자 활성화는 반응 유전자의 산물이 활성화 촉진자를 포함하기 때문에 추가적인 세포 효과로 이어진다. 신호전달 단계의 결과로 생성된 전사인자는 훨씬 더 많은 유전자를 활성화시킬 수 있다. 따라서 초기 자극은 수많은 유전자 발현을 촉발할 수 있으며, 이는 혈류로부터 포도당의 흡수 증가 및 호중구가 감염 부위로 이동하는 것과 같은 생리학적 사건으로 이어질 수 있다.and the migration of neutrophils to sites of infection. 특정 자극에 대한 유전자 세트와 활성화 순서를 유전적 프로그램이라고 한다.
포유류의 세포는 세포 분열과 생존을 위해 자극을 필요로 한다. 성장인자가 없으면 세포사멸이 일어난다. 세포 외 자극에 대한 이러한 요구는 단세포 생물 및 다세포 생물의 세포 행동을 제어하는 데 필요하다. 신호전달 경로는 생물학적 과정의 핵심이기 때문에 많은 질병들이 조절 장애에 기인한다고 인식된다. 다음과 같이 세 가지 기본적인 신호가 세포 생장을 결정한다.
- 자극성 (성장인자)
  - 전사 의존적 반응
예를 들어, 스테로이드는 전사인자로 직접적으로 작용한다(전사 인자가 전사가 필요한 DNA에 결합해야 하기 때문에 느린 반응을 제공한다. 생성된 mRNA는 번역되어야 하며, 생성된 단백질/펩타이드는 번역 후 변형을 거칠 수 있다).
  - 전사 비의존적 반응
예를 들어, 상피 성장인자(EGF)는 상피 성장인자 수용체(EGFR)에 결합하여 상피 성장인자 수용체의 이량체화 및 자가인산화를 유발하고, 이는 차례로 세포내 신호전달 경로를 활성화한다.[52]
- 억제성 (세포-세포 접촉)
- 허용성 (세포-기질 상호작용)

이러한 신호의 조합은 변경된 세포질 기구에 통합되어 변경된 세포 행동을 유발한다.

## 주요 경로

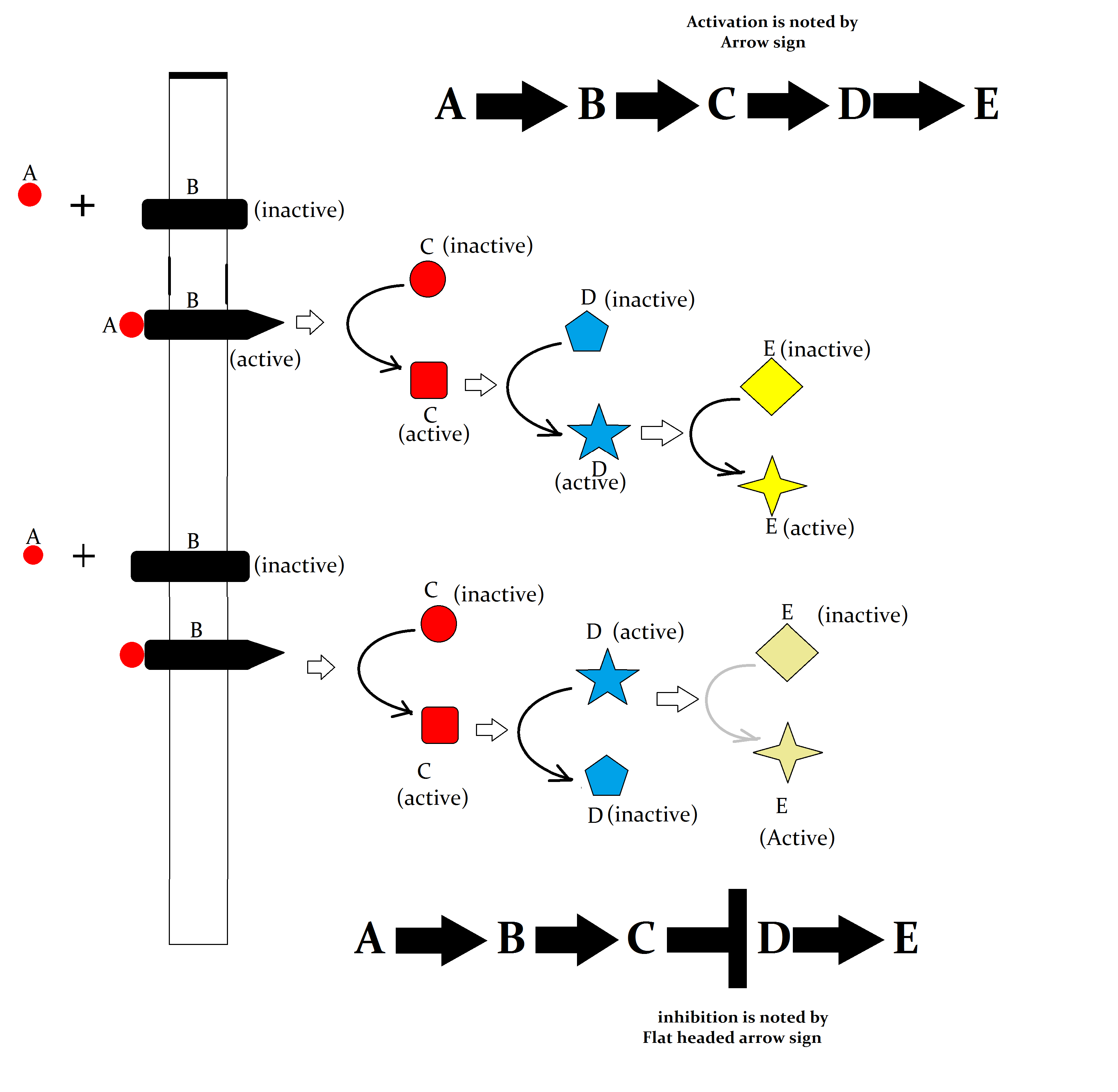
신호전달 과정의 모식도

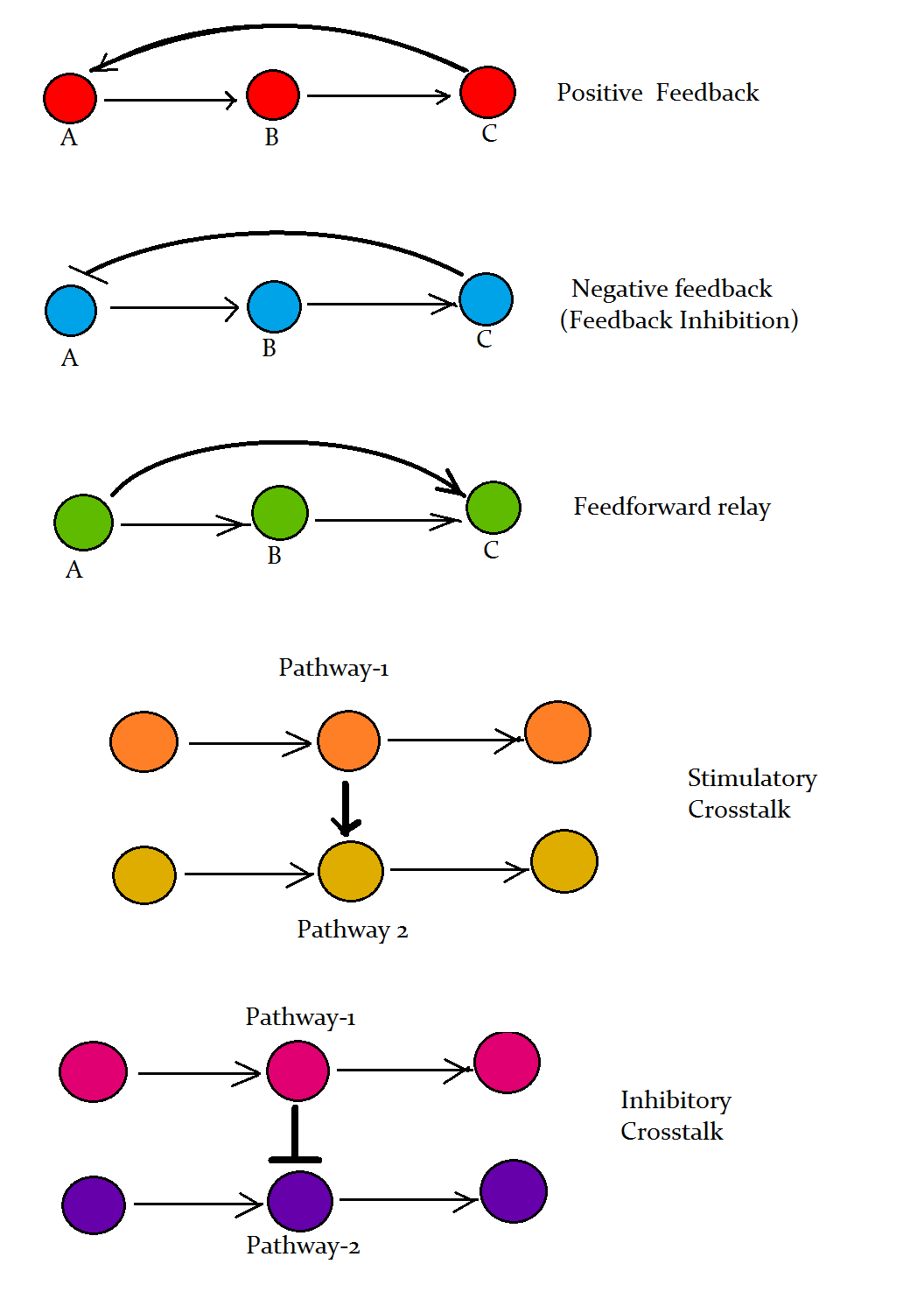
신호전달 캐스케이드 네트워킹의 요소

다음은 수용체에 결합하는 리간드가 어떻게 2차 전달자에 영향을 미치고 결국 세포 반응이 변경될 수 있는지를 보여주는 몇 가지 주요 신호전달 경로이다.
- MAPK/ERK 경로: 세포 표면 수용체에 대한 성장인자의 결합에 대한 세포내 반응을 연결하는 경로이다. 이 경로는 매우 복잡하며 많은 단백질 구성 요소를 포함한다.[53] 많은 세포 유형에서 이 경로의 활성화는 세포 분열을 촉진하며, 많은 형태의 암이 이 경로의 이상과 연관되어 있다.[54]
- cAMP 의존성 경로: 사람에서 cAMP는 단백질 키네이스 A(PKA, cAMP 의존성 단백질 키네이스)를 활성화함으로써 작동하며(그림 참조), 따라서 추가적인 효과는 주로 세포 유형에 따라 달라지는 cAMP 의존성 단백질 키네이스에 따라 달라진다.
- IP3/DAG 경로: 인지질가수분해효소 C(PLC)는 인지질인 포스파티딜이노시톨 4,5-이중인산(PIP2)를 절단하여 다이아실글리세롤(DAG)과 이노시톨 1,4,5-삼중인산(IP3)을 생성한다. 다이아실글리세롤은 막에 결합된 상태로 유지되고 이노시톨 1,4,5-삼중인산은 용해성 구조로 세포질로 방출된다. 그런 다음 이노시톨 1,4,5-삼중인산(IP3)은 세포질을 통해 확산되어 IP3 수용체, 특히 소포체의 칼슘 통로에 결합한다. 이 통로는 칼슘에만 국한되며 칼슘만 통과할 수 있도록 한다. 이로 인해 세포질의 칼슘 농도가 증가하여 세포 내 변화와 활성이 연쇄적으로 발생한다.[55] 또한 칼슘과 다아아실글리세롤은 함께 단백질 키네이스 C(PKC)를 활성화하여 다른 분자를 인산화시켜 세포 활성을 변화시킨다. 최종 효과에는 미각, 조울증, 종양 촉진 등이 포함된다.[55]

## 역사

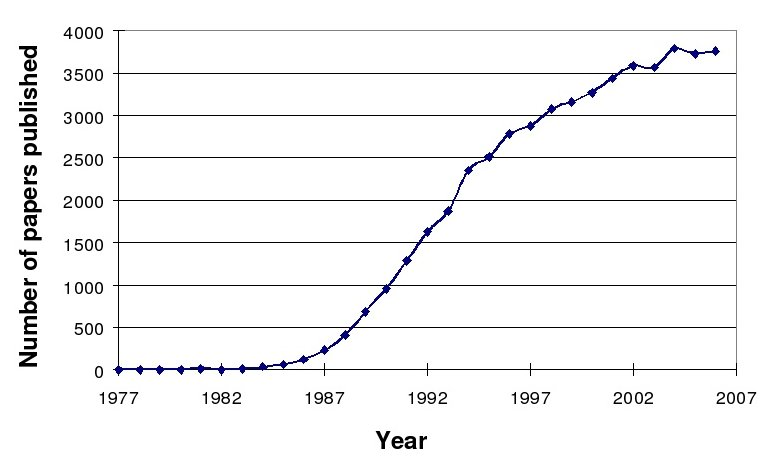
1977년 이후 메드라인(MEDLINE) 색인 논문에서 "신호전달"이라는 용어가 등장했다.

신호전달에 대한 최초의 개념은 클로드 베르나르가 지라, 갑상샘, 부신과 같은 관이 없는 샘이 생리학적 효과를 갖는 "내부 분비물"의 방출을 담당한다고 제안한 1855년까지 거슬러 올라간다. 베르나르의 "분비물"은 이후 1905년에 어니스트 스탈링에 의해 "호르몬"으로 명명되었다. 스탈링은 윌리엄 베일리스와 함께 1902년에 세크레틴을 발견했다. 이후 몇 년 동안 특히 인슐린과 같은 많은 다른 호르몬들이 발견되었지만, 메커니즘은 거의 알려지지 않았다.
1954년에 리타 레비몬탈치니가 신경 성장인자를 발견하고, 1962년에 스탠리 코헨이 상피 성장인자를 발견함으로써 세포 신호전달, 특히 성장인자의 분자적 기초에 대한 보다 자세한 통찰력을 얻을 수 있었다. 1956년에 얼 윌버 서덜랜드의 cAMP의 발견과 함께 이들의 연구는 내분비 신호전달의 재정의를 촉발하여 분비샘으로부터의 신호전달만 포함하도록 했으며, 자가분비 및 주변분비라는 용어가 사용되기 시작했다. 서덜랜드는 1971년에 노벨 생리학·의학상을 수상했고, 레비몬탈치니와 코헨은 1986년에 노벨 생리학·의학상을 공동 수상했다.
1970년에 마틴 로드벨은 쥐의 간세포 막 수용체에 대한 글루카곤의 영향을 조사했다. 그는 구아노신 삼인산(GTP)이 이 수용체로부터 글루카곤을 분리하고 G 단백질을 자극하여 세포의 물질대사에 큰 영향을 미찬다는 점에 주목했다. 따라서 그는 G 단백질이 글루카곤 분자를 받아들이고 세포에 영향을 미치는 변환기라고 추론했다. 이에 대한 공로로 로드벨은 1994년에 알프레드 G. 길먼과 함께 노벨 생리학·의학상을 공동 수상했다. 따라서 수용체 티로신 키네이스(RTK)와 G 단백질 연결 수용체(GPCR)의 특성화는 1972년에 처음으로 사용된 용어인 "신호전달(signal transduction)"이라는 개념의 공식화로 이어졌다. 일부 초기 문서에서는 "신호전달(signal transmission)" 및 "감각전달(sensory transduction)"이라는 용어가 사용되었다. 2007년에는 11,211개의 리뷰 논문을 포함하여 총 48,377개의 과학 논문이 신호전달이라는 주제에 대해 출판되었다. 이 용어는 1979년 한 논문의 제목에 처음 등장했다. 이 용어의 광범위한 사용은 로드벨의 1980년 리뷰 논문에서 추적된다. 신호전달에 초점을 맞춘 연구 논문은 1980년대 후반과 1990년대 초반에 처음으로 많이 등장했다.

### 면역학에서의 신호전달
이 문단의 목적은 막횡단 신호전달의 초기 단계와 관련된 1960년대와 1970년대 면역학의 일부 발전과 이것이 면역학 및 궁극적으로 다른 세포생물학 분야에 대한 우리의 이해에 어떤 영향을 미쳤는지를 간략하게 설명하는 것이다.
관련 사건은 다발성 골수종 환자의 소변에서 풍부하게 발견되는 골수종 단백질의 가벼운 사슬의 서열 분석으로 시작된다. 생화학적 실험에 따르면 이러한 소위 벤스 존스 단백질은 2개의 개별 도메인, 즉 한 분자에서 다음 분자로 변하는 도메인(V 도메인)과 그렇지 않은 도메인(Fc 도메인 또는 단편 결정화 가능 영역)으로 구성되어 있음이 밝혀졌다. 우(Wu)와 카벳(Kabat)에 의한 다중 V 영역 서열 분석을 통해 초가변성이고 접힌 단백질에 결합되어 항원 인식 부위를 형성한다고 가정한 V 영역 내의 위치가 확인되었다. 따라서 상대적이고 짧은 시간 내에 면역학적 특이성의 분자 기반과 Fc 도메인을 통한 생물학적 기능의 중재를 위한 그럴듯한 모델이 개발되었다. 곧이어 면역글로불린 G(IgG) 분자의 결정화가 진행되어 서열 분석을 기반으로 한 추론을 확인하고 최고 수즌의 분해능에서 면역학적 특이성에 대한 이해를 제공했다.
이러한 개발의 생물학적 중요성은 B 세포가 항원을 만났을 때 세포에 의해 분비되는 항체의 항원 결합 부위와 동일한 항원 결합 부위를 갖는 표면 면역글로불린 수용체를 가지고 있으며, 보다 구체적으로 특정 B 세포 클론이 동일한 서열의 항체를 분비한다는 클론 선택 이론에 요약되어 있다. 서사의 마지막 부분인 원형질막의 유동 모자이크 모델은 신호전달의 시작을 위한 새로운 모델에 대한 모든 요소(즉, 수용체 이량체화)를 제공했다.
이것의 첫 번째 힌트는 베커(Becker) 등에 의해 얻어졌는데 그는 사람의 호염기구(그가 면역글로불린 E(Ig E)가 표면 수용체로 기능하는 경우)가 탈과립하는 정도가 그들이 노출되는 항 IgE 항체의 농도에 따라 달라지며, 1가 리간드를 사용할 때는 없는 표면 분자의 재분배를 초래한다는 것을 입증했다. 후자의 관찰은 팽거(Fanger) 등의 이전 연구 결과와 일치했다. 이러한 관찰은 세포 표면에 있는 분자의 사건과 구조적 세부 사항에 대한 생물학적 반응을 연결시켰다. 수용체 이합체화가 B 세포를 포함한 다양한 세포 유형에서 반응(검토됨)을 시작한다는 증거가 곧 우세하게 나타났다.
이러한 관찰은 수많은 이론적(수학적) 발전을 가져왔다. 이들 중 첫 번째는 명백한 역설을 해결한 벨(Bell)에 의해 제안된 단순한 모델이었다. 클러스터링은 안정적인 네트워크를 형성한다. 즉, 결합은 본질적으로 되돌릴 수 없는 반면, B 세포에 의해 분비되는 항체의 친화성은 면역 반응이 진행됨에 따라 증가한다. 림프구 막의 세포 표면 클러스터링 동역학에 대한 이론은 시간의 함수로서 클러스터의 크기 분포와 리간드의 친화도 및 원자가에 대한 의존성을 발견한 델리시(DeLisi)와 페렐슨(Perelson)에 의해 개발되었다. 호염기구와 비만 세포에 대한 후속 이론은 골트슈타인(Goldstein)과 소보트카(Sobotka) 및 그들의 공동 연구자들에 의해 개발되었으며, 모두 면역 세포의 용량-반응 패턴과 생물학적 상관관계를 분석하는 것을 목표로 했다. 면역학적 시스템에서의 클러스터링에 대한 최근 리뷰를 보려면 다음을 참조한다.
세포 표면 수용체에 대한 리간드의 결합은 운동성에도 중요하며, 이는 단세포 생물에서 가장 잘 이해되는 현상이다. 예를 들어, 세균에 의한 농도 기울기에 대한 탐지 및 반응이 있는데, 이는 고전적인 수학 이론이 등장하는 것이다. 최근의 계정은 다음에서 확인할 수 있다.

## 같이 보기
- 신호전달 어댑터 단백질
- 스캐폴드 단백질
- 생물기호학
- 세포 신호전달
- 유전자 조절 네트워크
- 호르몬 각인
- 대사 경로
- 단백질-단백질 상호작용
- 2성분 조절 시스템